# ペンギン (ミサイル)
ペンギン
ペンギン Mk 2 Mod 7
- 用途：対艦攻撃
- 分類：空対艦ミサイル
- 製造者：コングスベルグ
- 運用者：

  -  ノルウェー（海軍、空軍）
  -  アメリカ合衆国（アメリカ海軍）他
- 運用開始：1972年
- 運用状況：運用中

ペンギン（Penguin）は、ノルウェーのコングスベルグ社が開発した短距離対艦ミサイル。1970年代から配備されたが、現在でも改良が進められ、各国で使用されている。

## 概要
1962年から開発が開始され、1972年から配備が開始された。西側諸国の対艦ミサイルとしては最初期のものの一つである。エンジンは固体燃料ロケット、誘導方式はパッシブ赤外線ホーミング方式である。弾頭重量は120 kg前後。
発射プラットホームは多彩であり、ミサイル艇のほか、固定翼機、ヘリコプターにも搭載・運用されている。
アメリカ海軍でもAGM-119として100発余りが採用され艦載ヘリコプターに搭載されたが、追加購入はなされていない。
コングスベルグ社では、エンジンのターボジェット化、GPS誘導、IRイメージ誘導などの抜本的な改良を行ったものをペンギンMk.4として開発し、後にNSMとして完成した。

## 運用国

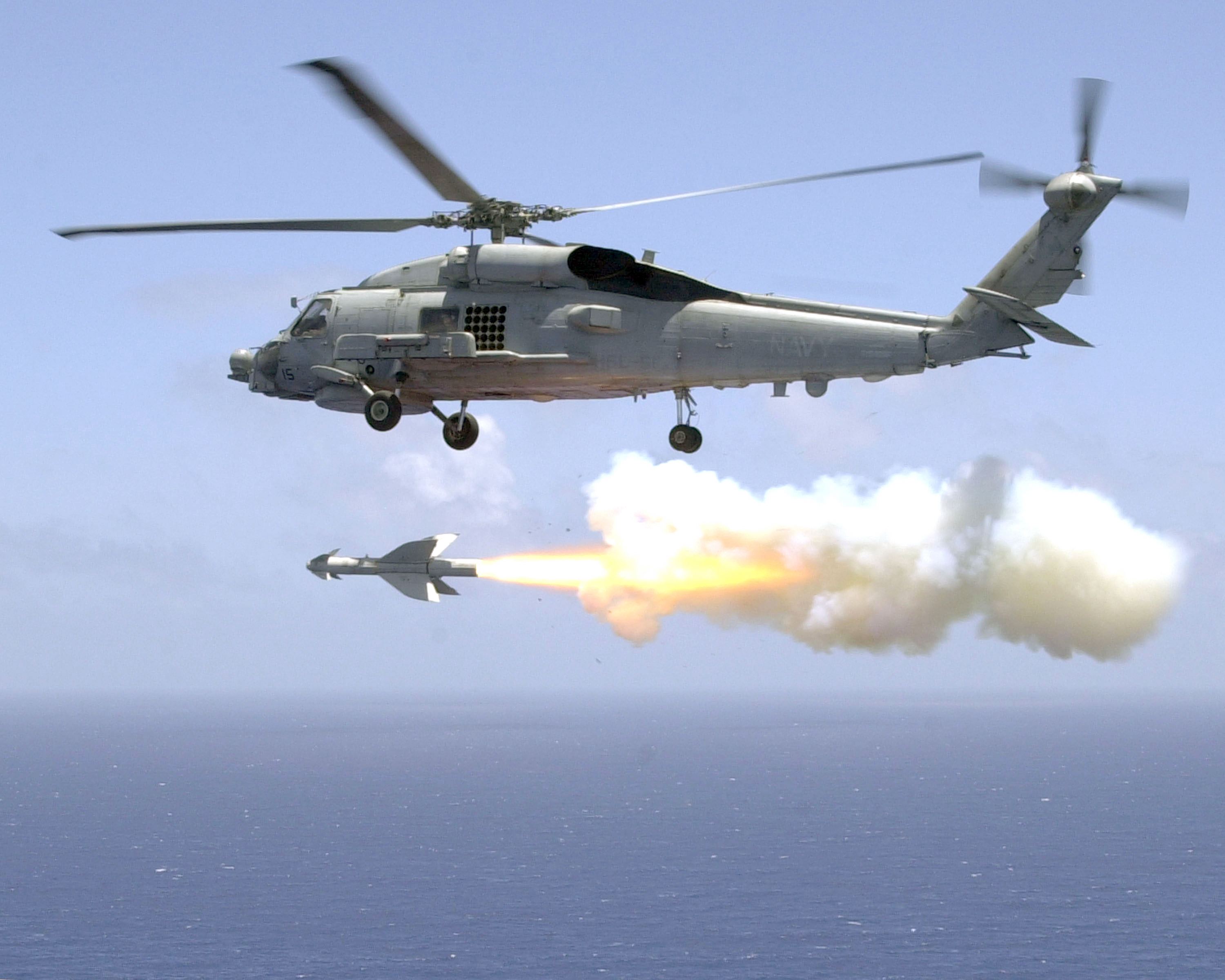
ペンギン空対艦ミサイルを発射するアメリカ海軍のSH-60

- ノルウェー（ノルウェー海軍、ノルウェー空軍）
- アメリカ合衆国（アメリカ海軍）
- オーストラリア（オーストラリア海軍）
- ギリシャ（ギリシャ海軍）
- スウェーデン（スウェーデン海軍）
- スペイン（スペイン海軍）
- 韓国（韓国海軍）
- トルコ（トルコ海軍）
- 南アフリカ共和国（南アフリカ空軍）

## 仕様
出典：Designation-Systems.Net

### ペンギン Mk 3 (AGM-119A)
- 全長：3.18 m（10 ft 5 in）
- 翼幅：1.0 m（3 ft 3 in）
- 弾体直径：0.28 m（11 in）
- 発射重量：370 kg（820 lb）
- 機関：固体燃料ロケット・モーター
- 射程：40 km（22 nm）
- 最高速度：亜音速
- 弾頭：Mk 19 半徹甲弾 113 kg（250 lb）

### ペンギン Mk 2 Mod 7 (AGM-119B)
- 全長：2.96 m（9 ft 8.5 in）
- 翼幅：1.42 m（4 ft 8 in）
- 弾体直径：0.28 m（11 in）
- 発射重量：365 kg（805 lb）
- 機関：Mk 44 Mod 1 固体燃料ロケット・モーター
- 射程：28 km（15 nm）
- 最高速度：亜音速
- 弾頭：WDU-39/B 半徹甲弾 120 kg（265 lb）